# 哈毕日格庙
哈毕日格庙，位于内蒙古自治区鄂尔多斯市杭锦旗锡尼镇，是一座藏传佛教格鲁派寺院。

## 简介
哈毕日格庙位于锡尼镇以西7公里处，是离杭锦旗人民政府所在地最近的一座藏传佛教寺院。
2008年9月26日，杭锦旗民族事务局组织召开了杭锦旗第一界喇嘛代表大会，沙日特莫图庙（菩提济度寺）、哈日扎日格庙、罗卜召、沙日召、格更召、哈毕日格庙、哈日根图庙（吉祥圆满寺）的喇嘛参加大会，大会成立了杭锦旗首届佛教协会，沙日特莫图庙（菩提济度寺）的扎木斯仁扎布当选会长，哈毕日格庙的丹毕当选副会长之一。
2009年12月1日，哈毕日格庙举行纪念宗喀巴创立格鲁派600周年、庆祝中华人民共和国成立六十周年暨祈祷世界和平祈愿大法会。此次法会由杭锦旗佛教协会举办。中国佛教协会内蒙古分会会长贾拉森活佛、鄂尔多斯市佛教协会会长热布登道尔吉活佛共同为祈愿大法会主法，杭锦旗及附近旗区的喇嘛参加此次祈愿法会。杭锦旗佛教协会会长扎木斯仁扎布讲话。
每年4月是中国北方春季植树的最佳时期。2012年4月，哈毕日格庙自筹资金一万多元人民币，派出全体僧人栽种了600株杨树，500株柳树， 50株松树，完成春季植树造林。
2012年9月1日至3日，哈日苏勒德龙年威猛大祭在哈毕日格庙举办，由杭锦旗民族宗教事务局主办。哈日苏勒德，汉语意译为“旗徽”，为成吉思汗的战旗。据载，在统一蒙古的战争中，哈日苏勒德在蒙古骑兵队伍先头，所到之处势不可挡。成吉思汗将苏勒德视为长生天赐予的神矛，自成吉思汗时期便开始祭祀，延续至今。和成吉思汗灵包的祭祀一样，举行月小祭、年祭、龙年大祭等多次祭祀。此次举办的大祭是13年举行一次的龙年大祭，以献哈达、神灯、全羊、圣酒等形式祭祀苏勒德，祈求苏勒德保佑风调雨顺，草原安康，人民幸福。此次大祭举行的同时，还举办了赛马、博克等蒙古族传统比赛。